# Hypognatha jacaze
Hypognatha jacaze là một loài nhện trong họ Araneidae.
Loài này thuộc chi Hypognatha. Hypognatha jacaze được Herbert Walter Levi miêu tả năm 1996.